# Richmond upon Thames College
Richmond upon Thames College (tidigare Twickenham College of Technology) är en skola i  Richmond upon Thames i Storbritannien. 
Skolan grundades 1971 och utbildar främst 16- till 19-åriga studenter. Cirka 4 000 elever finns på skolan.
Kurserna som finns är: A2- och AS-Level, International Baccalaureate och BTEC National Diploma. Dessutom har Svenska skolan i London haft sina gymnasiefaciliteter på skolan. Idag ligger skolan vid Richmond International University. 